# Сулкув (Опольське воєводство)
Сулкув (пол. Sułków, нім. Zülkowitz) — село в Польщі, у гміні Баборув Ґлубчицького повіту Опольського воєводства.
Населення — 223 особи (2011).

## Демографія
Демографічна структура станом на 31 березня 2011 року:
|          | Загалом | Допрацездатний вік | Працездатний вік | Постпрацездатний вік |
| -------- | ------- | ------------------ | ---------------- | -------------------- |
| Чоловіки | 114     | 13                 | 82               | 19                   |
| Жінки    | 109     | 17                 | 57               | 35                   |
| Разом    | 223     | 30                 | 139              | 54                   |